# Wereldkampioenschappen boogschieten 1971
De wereldkampioenschappen boogschieten 1971 waren door de Fédération Internationale de Tir à l'Arc (FITA) georganiseerde kampioenschappen voor boogschutters. De 26e editie van de wereldkampioenschappen vond plaats in de Engelse stad York van 18 tot en met 31 juli 1971.

## Medailles

### Recurve
| Onderdeel             | Goud | Goud                                                      | Zilver | Zilver                                        | Brons | Brons                                        |
| --------------------- | ---- | --------------------------------------------------------- | ------ | --------------------------------------------- | ----- | -------------------------------------------- |
| Mannen (individueel)  | USA  | John Williams                                             | FIN    | Kyösti Laasonen                               | CAN   | Wayne Pullen                                 |
| Mannen (team)         | USA  | Edwin Eliason Larry Smith John Williams                   | FIN    | Kerli Kyllönen Kyösti Laasonen Jorma Sandelin | CAN   | Larry Courchaine Donald Jackson Wayne Pullen |
| Vrouwen (individueel) | URS  | Emma Gaptsjenko                                           | USA    | Doreen Wilber                                 | POL   | Maria Mączyńska                              |
| Vrouwen (team)        | POL  | Maria Mączyńska Jadwiga Szoszler-Wilejto Irena Szydłowska | URS    | Emma Gaptsjenko Virve Holtsmeier N. Lonskaja  | USA   | Victoria Cook Nancy Myrick Doreen Wilber     |

### Medaillespiegel
| Plaats | Land             | Goud | Zilver | Brons | Totaal |
| 1      | Verenigde Staten | 2    | 1      | 1     | 4      |
| 2      | Sovjet-Unie      | 1    | 1      | 0     | 2      |
| 3      | Polen            | 1    | 0      | 1     | 2      |
| 4      | Finland          | 0    | 2      | 0     | 2      |
| 5      | Canada           | 0    | 0      | 2     | 2      |
| Totaal | Totaal           | 4    | 4      | 4     | 12     |